# Каштанова вулиця (Київ)
Кашта́нова ву́лиця — вулиця в Деснянському районі міста Києва, житловий масив Вигурівщина-Троєщина. Пролягає від проспекту Червоної Калини до вулиці Оноре де Бальзака.
Вулиця виникла в 80-х роках XX століття. Сучасна назва — з 1983 року, забудову розпочато в 1986 році.

## Персоналії
У будинку № 14 по Каштановій вулиці жив Герой України, журналіст В'ячеслав Веремій, вбитий в останні дні Революції гідності. На початку квітня 2014 року тодішній голова КМДА Володимир Бондаренко запропонував перейменувати вулицю на честь В'ячеслава Веремія, аналогічна пропозиція зареєстрована «Контактним центром міста Києва 1551».